# Gran Jacksonville
El área metropolitana de Jacksonville, Gran Jacksonville (en inglés Greater Jacksonville) o  área estadística metropolitana de Jacksonville, FL MSA como la denomina oficialmente la Oficina de Administración y Presupuesto, es un área estadística metropolitana centrada en la ciudad de Jacksonville, en el estado estadounidense de Florida. El área metropolitana tiene una población de 1.345.596 habitantes según el censo de 2010, convirtiéndola en la 40.º área metropolitana más poblada de los Estados Unidos.

## Composición
Los 5 condados del área metropolitana, junto con su población según los resultados del censo 2010:
- Baker – 27.115 habitantes
- Clay – 190.865 habitantes
- Duval – 864.263 habitantes
- Nassau – 73.314 habitantes
- St. Johns – 190.039 habitantes

## Principales comunidades del área metropolitana
Ciudad principal 
- Jacksonville

Otras comunidades importantes 
- San Agustín
- Fernandina Beach
- Jacksonville Beach
- Orange Park
- Middleburg